# Gigolo FRH
Pour les articles homonymes, voir Gigolo et FRH.
Gigolo FRH (né en 1983 et mort le 23 septembre 2009) est un cheval hongre alezan de dressage, de race Hanovrien, gagnant de nombreux titres nationaux, dont un grand nombre de compétitions en Allemagne, internationaux, et notamment les titres mondiaux et européens, et olympiques, avec sa cavalière allemande Isabell Werth, dans les années 1990 et 2000.

## Histoire
Il est souvent nommé « Gigolo » tout court, l'abréviation FRH signifiant Hannoveraner Förderverein (Société du cheval Hanovrien).
Ce cheval est découvert par le Dr Schulten-Baumerr, et est devenu une monture d'exception avec sa cavalière Isabell Werth. Ce Hanovrien alezan et sa dresseuse ont fait équipe pendant 20 ans, dont 10 ans de carrière où ils ont reçu de nombreux titres : 4 médailles d'or et 2 d'argent aux Jeux olympiques, 4 fois champions du monde, 8 fois champions d'Europe, et 4 fois champions d'Allemagne. Ce palmarès fait de Gigolo l'un des chevaux le plus titrés au monde en dressage. En novembre 2009, Gigolo, alors âgé de 26 ans, a dû être endormi à la suite des complications survenues après une blessure qu'il s'est faite au pré, chez sa cavalière.

## Palmarès
Gigolo FRH est considéré comme le cheval le plus titré du monde.